# Baugnez
Ne pas confondre avec Baugnée, hameau de la commune belge d'Anthisnes
Baugnez (en wallon : Baw'gné) est un hameau de Belgique situé dans les cantons de l'Est sur le territoire de la commune de Malmedy dans la province de Liège.
Avant la fusion des communes de 1977, Baugnez faisait partie de la commune de Bévercé.

## Situation
Le hameau et le carrefour auquel il a donné son nom sont situés à égale distance de Malmedy, Waimes et Ligneuville.

## Histoire
Durant la bataille des Ardennes, Baugnez est devenu célèbre en raison du massacre qui s'y déroula. Quatre-vingt-quatre soldats américains faits prisonniers y furent massacrés par des hommes appartenant à une unité de Waffen-SS commandée par le lieutenant-colonel Peiper. Cet épisode de la Seconde Guerre mondiale a conduit à l'édification d'un mémorial qui se trouve au carrefour et à la construction d'un musée, le Baugnez 1944 Historical Center.